# Alessia Trostová
Alessia Trostová (* 8. března 1993 Pordenone, Furlansko-Julské Benátsko) je italská atletka, která se specializuje na skok do výšky.

## Kariéra
V roce 2009 se stala v Brixenu mistryní světa do 17 let a získala zlatou medaili na evropském olympijském festivalu mládeže ve finském Tampere. V témže roce vybojovala zlato také na 14. Gymnáziádě na stadionu Chalífa v katarském Dauhá.
O rok později na prvním ročníku letních olympijských her mládeže v Singapuru vybojovala výkonem 186 cm stříbrnou medaili. Těsně pod stupni vítězů, na 4. místě skončila v roce 2011 na juniorském mistrovství Evropy v estonském Tallinnu. V roce 2012 vybojovala v Barceloně výkonem 191 cm titul juniorské mistryně světa. Dvoumetrovou hranici poprvé v kariéře překonala dne 29. ledna 2013 na druhém závodě tzv. Moravské výškařské tour, na Beskydské laťce ve Vendryni u Třince. Zároveň se stala i celkovou vítězkou tour, když zvítězit se ji podařilo již na závodě v Hustopečích, kde překonala 198 cm.
V roce 2015 vybojovala stříbrnou medaili v soutěži výškařek na halovém mistrovství Evropy. V olympijském finále v Rio de Janeiro o rok později skončila pátá. Při startu na halovém mistrovství světa v Birminghamu v roce 2018 obsadila třetí místo.

### Osobní rekordy
- hala – 200 cm – 29. ledna 2013, Udine
- venku – 198 cm – 13. července 2013, Tampere